# Солдатское (озеро, Уссурийск)
Солда́тское о́зеро — пресноводное озеро искусственного происхождения на южной окраине города Уссурийска Приморского края.
От Солдатского озера начинается ул. Лермонтова, а на юг от него автодорога идёт к селу Утёсное Уссурийского городского округа.

## История

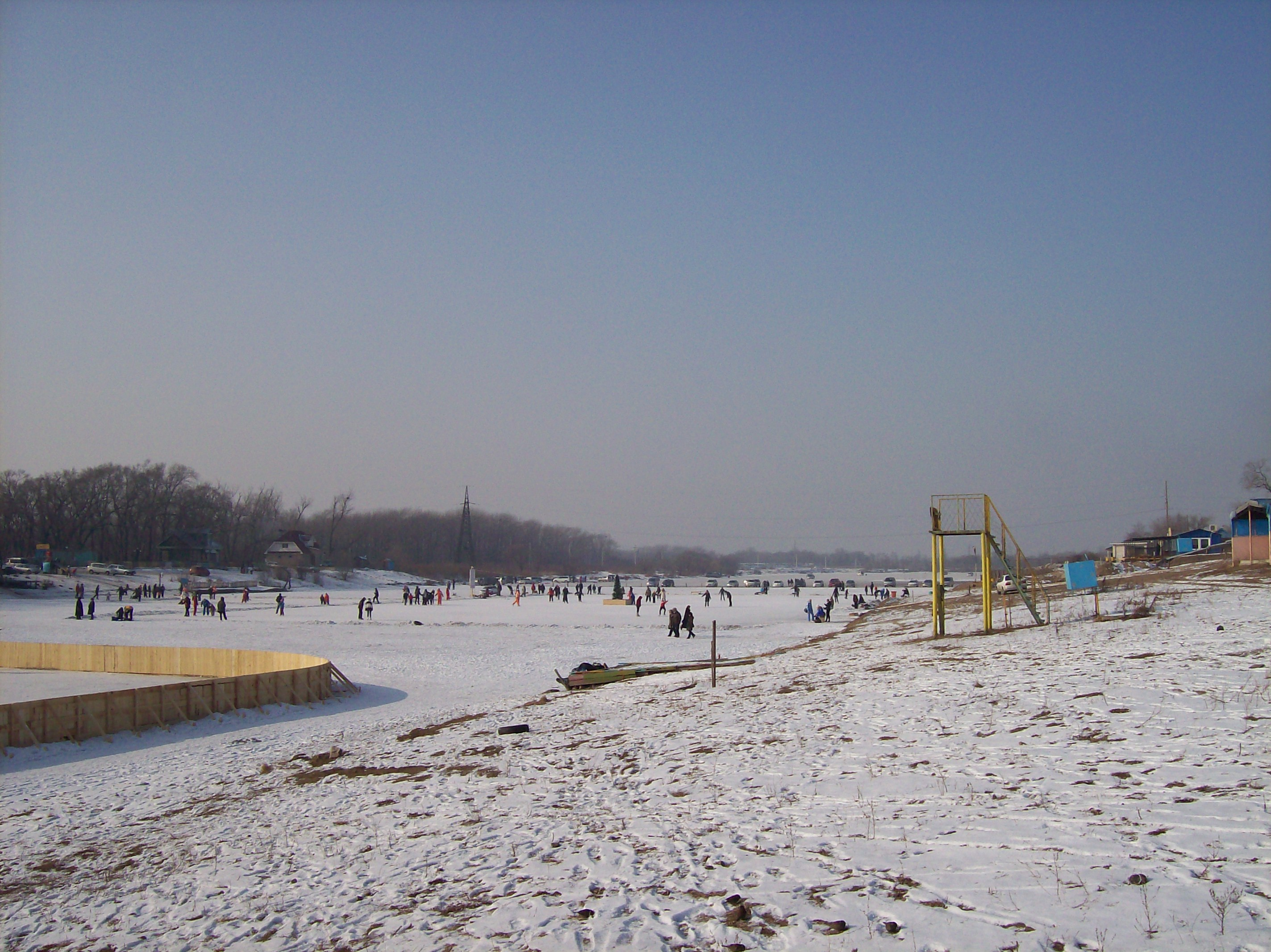
Солдатское озеро зимой

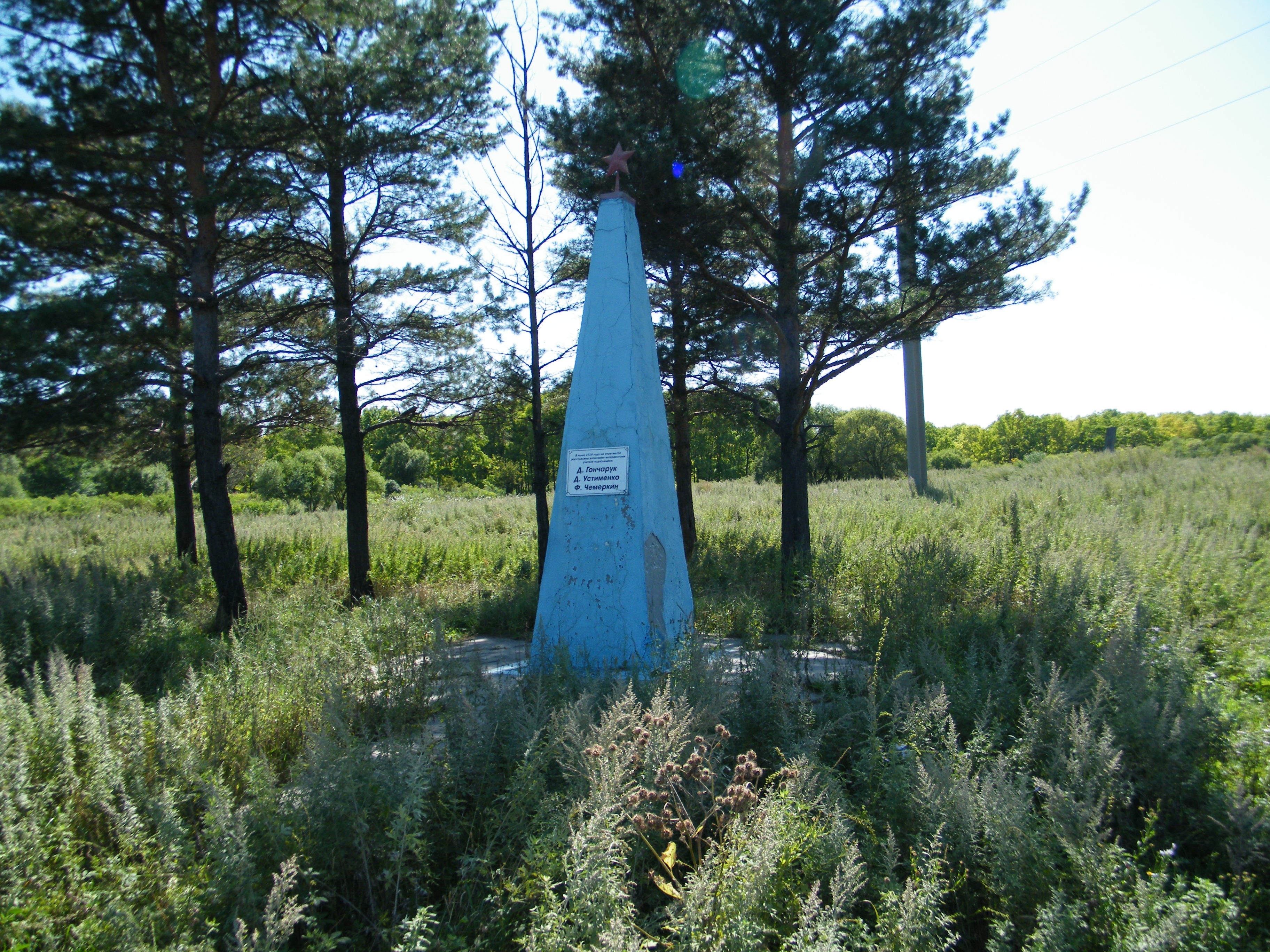
Памятник борцам за власть Советов на берегу Солдатского озера

Существует с дореволюционных времён. Своим названием обязано близко расположенным воинским частям и военному госпиталю.
Существуют две версии образования Солдатского озера.
Согласно первой, озеро образовалось после строительства плотины на одном из рукавов реки Суйфун (ныне река Раздольная).
Согласно второй версии, к выбранному месту нахождения будущего озера был прорыт канал от реки Суйфун и построена плотина.
В пользу второй версии следует отметить почти прямолинейную береговую линию водоёма, подводящего и отводящего воду.
Небольшая речка, вытекающая из Солдатского озера, впадает в реку Комаровку на окраине Уссурийска.
Воды Солдатского озера первоначально использовались для водоснабжения воинских частей, обучению воинов Российской императорской армии плаванию, а также для купания кавалерийских лошадей. Использовалось озеро и гражданским населением.
В годы Гражданской войны и интервенции на берегах озера проходили бои местного значения, установлен памятник погибшим борцам за власть Советов на Дальнем Востоке.
В конце 1950-х — начале 1960-х годов деревянный мост и слив плотины был заменён на железобетонный, на берегах озера был оборудован благоустроенный пляж города Уссурийска, построены торговые павильоны, водные аттракционы тех лет, детский сектор пляжа.
Солдатское озеро являлось практически единственным близкорасположеным местом водного отдыха уссурийцев.
В конце 1970-х годов Солдатское озеро пришло в запустение, затворы на сливе плотины пришли в негодность, уровень воды резко упал. Озеро начало заиливаться.
Со второй половины 1990-х годов началось восстановление Солдатского озера. Дно водоёма очищено земснарядом, затворы на водосливе восстановлены, обновлён песок на пляже, построены летние кафе и другие сооружения зоны отдыха.

## В настоящее время
Солдатское озеро опять стало местом отдыха уссурийцев, в летнее время от центра города к водоёму осуществляются пассажирские перевозки микроавтобусами.
В верхней части озера, свободной от пляжей, возможна рыбная ловля. Обитают сазан, карась, сом, змееголов, гольян, раки, речные крабы.
В зимнее время на льду озера устанавливается новогодняя ёлка, хоккейные коробки, каток, другие зимние аттракционы. На льду проводятся трековые авто- и мотогонки.